# あおぎりぺんた
あおぎり ぺんたは日本のゲームの原画家・イラストレーター。脳内彼女所属。男の娘を描くことが多い。

## 人物
釣具店勤務を経て2003年にちぇりーそふとにグラフィッカーとして入社。『KYRIE 〜BLOOD ROYAL3〜』で原画家デビュー 。その後ちぇりーそふと解散に伴いArtに所属。脳内彼女のディレクター・西田一に誘われ入社、現在に至る。

## 担当作品

### ゲーム原画
- 脳内彼女
  - 幼なじみはベッドヤクザ!
  - やみツキ!
  - あさひとつぐみの新婚生活 〜幼なじみはベッドヤクザ!・アナザー〜[4]
  - シスターまじっく!
  - 嘘デレ!
  - 絶対★妹原理主義!!
  - 女装山脈[1]
  - ヨメ充!
  - 女装海峡
- ちぇりーそふと
  - KYRIE 〜BLOOD ROYAL3〜（サブ）
- 銀時計
  - こいとれ 〜REN-AI TRAINING〜
- RED-ZONE
  - おさわり痴漢列車
- の〜すとらいく
  - 女装学園（孕）
  - 女装千年王国
  - 女装神社
  - 女装神話
  - 女装創世記
  - 女装百合畑

### イラスト
- おと☆娘 表紙

## 画集
- あおぎりぺんたイラストワークス ISBN 978-4863791435、マックス